# William Bauchop Wilson
William Bauchop Wilson (ur. 2 kwietnia 1862 w Blantyre, zm. 25 maja 1934 w Savannah) – amerykański polityk, członek Partii Demokratycznej, sekretarz pracy.

## Działalność polityczna
W okresie od 4 marca 1907 do 3 marca 1913 przez trzy kadencje był przedstawicielem 15. okręgu wyborczego w stanie Pensylwania w Izbie Reprezentantów Stanów Zjednoczonych. Od 5 marca 1913 do 5 marca 1921 był sekretarzem pracy w gabinecie prezydenta Wilsona.